# ألان كاميرون (لاعب اتحاد الرغبي)
ألان كاميرون (بالإنجليزية: Alan Cameron)‏ هو لاعب اتحاد الرغبي أسترالي، ولد في 18 نوفمبر 1929 في Narrandera ‏ في أستراليا، وتوفي في 20 مارس 2010.